# Szuhányi Xavér Ferenc
Szuhányi Xavér Ferenc (Eger, 1742. november 29. – Kassa, 1824. január 28.) teológiai doktor, a bölcselet baccalaureusa, királyi tanácsos, pankotai apát és a kassai tankerület főigazgatója.

## Élete
Miután szülőhelyén alsóbb iskoláit elvégezte, 1759. október 27-én Egerben a jezsuita rendbe lépett, melyek körében mint tanár és jeles hitszónok szerzett magának hírnevet. Szerzetének eltöröltetése (1773) után világi pap lett és az 1794-ben Egerben felállított gimnáziumhoz igazgatónak nevezték ki, míg 1799-ben a kassai akadémia igazgatóhelyettese (prodirektora), majd később főigazgató lett, mely állásában haláláig működött.

## Művei
- Notitia orbis e variis peregrinationibus ab illustribus viris susceptis deprompta, ac in meliorem ordinem redacta. Cassoviae, 1788
- Dialogi, quibus naturalistarum, seu fortium spirituum virorum opiniones variis de rebus, iisque oppositae sententiae referuntur. Uo. 1789
- Thomas Morus, olim Angliae cancellarius, juvenem principem docet, quid facto opus sit, ut sceptro admovendus, sibi gloriam, salutem regno, subditis felicitatem pariat. Uo. 1790
- Origo et progressus ruinae regnorum exhibetur. Uo. 1792
- Considerationes probi, ac sinceri patriae civis super causis, quae juvenum mores corrumpunt, eosque communi societati noxios reddunt, depromptae. Uo. 1793